# Rachel Brosnahan
Rachel Elizabeth Brosnahan (Milwaukee, 1990. július 12. –) Primetime Emmy- és kétszeresen Golden Globe-díjas amerikai színésznő.
Legismertebb és kritikailag legsikeresebb alakítása A káprázatos Mrs. Maisel címszereplőjének megformálása. Az Amazon Prime Video 2017 és 2023 között futó sorozatával a színésznő egy Primetime Emmy- és két Golden Globe-díjat nyert. A 2010-es évek folyamán szerepelt a Kártyavár (2013–2015) és a Manhattan (2014–2015) című drámasorozatokban is.
A filmvásznon a 2009-es A túlvilág szülötte című horrorfilmmel debütált. Ezt olyan filmek követték, mint a Lenyűgöző teremtmények (2013), a Hétköznapi titkaink (2015), a Viharlovagok (2016), A hazafiak napja (2016), A küldönc (2020) és az Én vagyok a nőd (2020). 

## Fiatalkora és tanulmányai
1990. július 12-én született Milwaukee-ban, Carol és Earl Brosnahan gyerekeként, akik gyermekkönyvkiadóként dolgoztak. Édesanyja brit, édesapja amerikai és ír származású. Négyéves korától az Illinois állambeli Highland Parkban nevelkedett. Van egy öccse és egy húga. Kate Spade (született Brosnahan) néhai divattervező unokahúga.
Noha legismertebb alakításaként a A káprázatos Mrs. Maisel sorozatban zsidó szereplőként tűnik fel, Brosnahan maga nem zsidó származású. Elmondása szerint a Highland Park-i közösségnek köszönhetően "boldogan megmerítkezett" a zsidó kultúrában. Brosnahan apai felmenői Kansas Cityben éltek az 1800-as évekig visszamenőleg.
A Wayne Thomas Elementary School és a Northwood Junior High School diákja volt. Az iskolai évei alatt musicalszínházban játszott. A Highland Park High School középiskolás tanulójaként két évig birkózócsapattag, valamint snowboard-oktató is volt. 16 éves korában Carole Dibo, a wilmette-i Actors Training Center vezetőjének tanfolyamára járt, aki később a menedzsere lett. 2012-ben diplomázott a New York University's Tisch School of the Arts-on.

## Magánélete
2018-ban bejelentették, hogy Brosnahan hozzáment Jason Ralph színészhez. 2019 januárjában elárulta, már "évek óta" házasok voltak, mielőtt kapcsolatuk nyilvánosságra került. 2019-ben mindketten részt vettek a 76. Golden Globe-díjátadón, ahol Brosnahan a díj árvételekor köszönetet mondott neki.

## Filmográfia

### Film
| Év   | Magyar cím             | Eredeti cím                  | Szerep                 | Magyar hang       |
| ---- | ---------------------- | ---------------------------- | ---------------------- | ----------------- |
| 2009 | A túlvilág szülötte    | The Unborn                   | Lisa                   |                   |
| 2009 |                        | The Truth About Average Guys | Molly                  |                   |
| 2011 |                        | Coming Up Roses              | Alice                  |                   |
| 2012 |                        | Nor'easter                   | Abby Green             |                   |
| 2012 |                        | Adrift                       | Alex                   |                   |
| 2013 | Lenyűgöző teremtmények | Beautiful Creatures          | Genevieve Duchannes    |                   |
| 2013 |                        | Care                         | Drea                   |                   |
| 2013 |                        | A New York Heartbeat         | Tamara                 |                   |
| 2013 |                        | Munchausen                   | lány                   |                   |
| 2014 |                        | Basically                    | Shandy                 |                   |
| 2014 |                        | I'm Obsessed with You        | Nell Fitzpatrick       |                   |
| 2014 |                        | The Smut Locker              | Jamie White            |                   |
| 2015 |                        | James White                  | Ellen                  |                   |
| 2015 | Hétköznapi titkaink    | Louder Than Bombs            | Erin                   | Nemes Takách Kata |
| 2016 | Viharlovagok           | The Finest Hours             | Bea Hansen             | Szabó Emília      |
| 2016 |                        | Burn Country                 | Sandra                 |                   |
| 2016 | A hazafiak napja       | Patriots Day                 | Jessica Kensky         |                   |
| 2017 |                        | Boomtown                     | Jamie                  |                   |
| 2018 |                        | Fifteen Years Later          | Amy                    |                   |
| 2018 |                        | Change in the Air            | Wren                   |                   |
| 2019 | Kémesítve              | Spies in Disguise            | Wendy Beckett (hangja) |                   |
| 2020 | A küldönc              | The Courier                  | Emily Donovan          |                   |
| 2020 | Én vagyok a nőd        | I'm Your Woman               | Jean                   |                   |
| 2022 |                        | Dead for a Dollar            | Rachel Kidd            |                   |
| 2025 | Az amatőr              | The Amateur                  | Sarah Horowitz         | Kókai Tünde       |
| 2025 | Superman               | Superman                     | Lois Lane              | László Lili       |

### Televízió
| Év        | Magyar cím                    | Eredeti cím               | Szerep                       | Megjegyzések                                              |
| --------- | ----------------------------- | ------------------------- | ---------------------------- | --------------------------------------------------------- |
| 2010      | Mercy angyalai                | Mercy                     | Samantha                     | 1 epizód                                                  |
| 2010      | Gossip Girl – A pletykafészek | Gossip Girl               | lány                         | 1 epizód                                                  |
| 2010      | A férjem védelmében           | The Good Wife             | Caitlin Fenton               | 1 epizód                                                  |
| 2010      |                               | In Treatment              | evészavarokkal küszködő lány | 1 epizód                                                  |
| 2011      | CSI: Miami                    | CSI: Miami                | Melanie Garland              | 1 epizód                                                  |
| 2013      | A Grace klinika               | Grey's Anatomy            | Brian Weston                 | 1 epizód                                                  |
| 2013      | Narancs az új fekete          | Orange Is the New Black   | Little Allie                 | 1 epizód                                                  |
| 2013–2015 | Kártyavár                     | House of Cards            | Rachel Posner                | - 19 epizód - magyar hangja: - Horváth Lili               |
| 2014      | Olive Kitteridge              | Olive Kitteridge          | Patty Howe                   | 1 epizód                                                  |
| 2014      | Feketelista                   | The Blacklist             | Jolene Parker / Lucy Brooks  | 6 epizód                                                  |
| 2014      |                               | Black Box                 | Delilah Buchanan             | 5 epizód                                                  |
| 2014–2015 | Manhattan                     | Manhattan                 | Abby Isaacs                  | 23 epizód                                                 |
| 2015      |                               | The Dovekeepers           | Yael                         | minisorozat (2 epizód)                                    |
| 2016      |                               | Crisis in Six Scenes      | Ellie                        | minisorozat (4 epizód)                                    |
| 2017–2023 | A káprázatos Mrs. Maisel      | The Marvelous Mrs. Maisel | Miriam "Midge" Maisel        | - főszereplő (43 epizód) - magyar hangja: - Csuha Borbála |
| 2019      | Saturday Night Live           | Saturday Night Live       | önmaga / házigazda           | 1 epizód                                                  |
| 2019–2020 | Elena, Avalor hercegnője      | Elena of Avalor           | Chloe hercegnő (hangja)      | 3 epizód                                                  |
| 2020      |                               | 50 States of Fright       | Heather                      | 3 epizód                                                  |
| 2020      |                               | Saturday Night Seder      | önmaga                       | különkiadás                                               |
| 2021      |                               | Ziwe                      | önmaga                       | 1 epizód                                                  |

## Díjak és jelölések
| Év   | Díj                                   | Kategória                                              | Jelölt mű                            | Eredmény | Ref.   |
| ---- | ------------------------------------- | ------------------------------------------------------ | ------------------------------------ | -------- | ------ |
| 2015 | Screen Actors Guild-díj               | Legjobb szereplőgárda (drámasorozat)                   | Kártyavár                            | Jelölve  | [ 18 ] |
| 2015 | Primetime Emmy-díj                    | Legjobb vendégszínésznő (drámasorozat)                 | Kártyavár                            | Jelölve  | [ 19 ] |
| 2018 | Golden Globe-díj                      | Legjobb női főszereplő (musical- vagy vígjátéksorozat) | A káprázatos Mrs. Maisel             | Elnyerte | [ 20 ] |
| 2018 | Critics' Choice Television Awards     | Legjobb női főszereplő (vígjátéksorozat)               | A káprázatos Mrs. Maisel             | Elnyerte | [ 21 ] |
| 2018 | Television Critics Association Awards | Egyéni komikusi teljesítmény                           | A káprázatos Mrs. Maisel             | Elnyerte | [ 22 ] |
| 2018 | Primetime Emmy-díj                    | Legjobb női főszereplő (vígjátéksorozat)               | A káprázatos Mrs. Maisel             | Elnyerte | [ 23 ] |
| 2019 | Golden Globe-díj                      | Legjobb női főszereplő (musical- vagy vígjátéksorozat) | A káprázatos Mrs. Maisel             | Elnyerte | [ 24 ] |
| 2019 | Critics' Choice Television Awards     | Legjobb női főszereplő (vígjátéksorozat)               | A káprázatos Mrs. Maisel             | Elnyerte | [ 25 ] |
| 2019 | Screen Actors Guild-díj               | Legjobb szereplőgárda (vígjátéksorozat)                | A káprázatos Mrs. Maisel             | Elnyerte | [ 26 ] |
| 2019 | Screen Actors Guild-díj               | Legjobb színésznő (vígjátéksorozat)                    | A káprázatos Mrs. Maisel             | Elnyerte | [ 26 ] |
| 2019 | Primetime Emmy-díj                    | Legjobb női főszereplő (vígjátéksorozat)               | A káprázatos Mrs. Maisel             | Jelölve  | [ 27 ] |
| 2020 | Golden Globe-díj                      | Legjobb női főszereplő (musical- vagy vígjátéksorozat) | A káprázatos Mrs. Maisel             | Jelölve  |        |
| 2020 | Critics' Choice Television Awards     | Legjobb női főszereplő (vígjátéksorozat)               | A káprázatos Mrs. Maisel             | Jelölve  | [ 28 ] |
| 2020 | Screen Actors Guild-díj               | Legjobb szereplőgárda (vígjátéksorozat)                | A káprázatos Mrs. Maisel             | Elnyerte | [ 29 ] |
| 2020 | Screen Actors Guild-díj               | Legjobb színésznő (vígjátéksorozat)                    | A káprázatos Mrs. Maisel             | Jelölve  | [ 29 ] |
| 2020 | Primetime Emmy-díj                    | Legjobb női főszereplő (vígjátéksorozat)               | A káprázatos Mrs. Maisel             | Jelölve  | [ 30 ] |
| 2022 | Primetime Emmy-díj                    | Legjobb női főszereplő (vígjátéksorozat)               | A káprázatos Mrs. Maisel             | Jelölve  | [ 31 ] |
| 2023 | Screen Actors Guild-díj               | Legjobb színésznő (vígjátéksorozat)                    | A káprázatos Mrs. Maisel             | Jelölve  | [ 32 ] |
| 2023 | Drama League Award                    | Kiemelkedő előadóművész                                | The Sign in Sidney Brustein's Window | Jelölve  | [ 33 ] |

## Fordítás
- Ez a szócikk részben vagy egészben  a   Rachel Brosnahan című angol Wikipédia-szócikk ezen változatának fordításán alapul.  Az eredeti cikk szerkesztőit annak laptörténete sorolja fel. Ez a jelzés csupán a megfogalmazás eredetét és a szerzői jogokat jelzi, nem szolgál a cikkben szereplő információk forrásmegjelöléseként.